# Nunura (Ort)
Nunura ist ein osttimoresischer Ort im Suco Leolima (Verwaltungsamt Balibo, Gemeinde Bobonaro). Seinen Namen hat die Siedlung vom Fluss Nunura, an dessen Westufer sie liegt. „Nunura“ ist ein Wort aus dem Kemak und bedeutet „Banyanbaum“.
Der Ort liegt in einer Meereshöhe von 109 m im Südosten der Aldeia Raifatuk. Eine Brücke führt hier über den Fluss zum Dorf Manu Aman (Suco Tapo/Memo). Auf der Brücke verläuft die Überlandstraße von Batugade nach Maliana. Nördlich von Nunura liegt an der Straße das Dorf Sosoana.